# Vuelo 514 de American Airlines
El vuelo 514 de American Airlines fue un vuelo de entrenamiento que partió desde el Aeropuerto Internacional Idlewild (actual Aeropuerto Internacional John F. Kennedy) con destino al campo de aviación de Grumman Aircraft Corporation.
En la tarde del 15 de agosto de 1959, el Boeing 707 que operaba el vuelo se estrelló cerca del aeropuerto de Calverton, matando a los cinco miembros de la tripulación.
Este fue el primer accidente que involucró a un Boeing 707, que había entrado en servicio en octubre del año anterior, y el primero de tres accidentes que involucraron a los 707 de American Airlines en el área de Nueva York en tres años.

## Aeronave

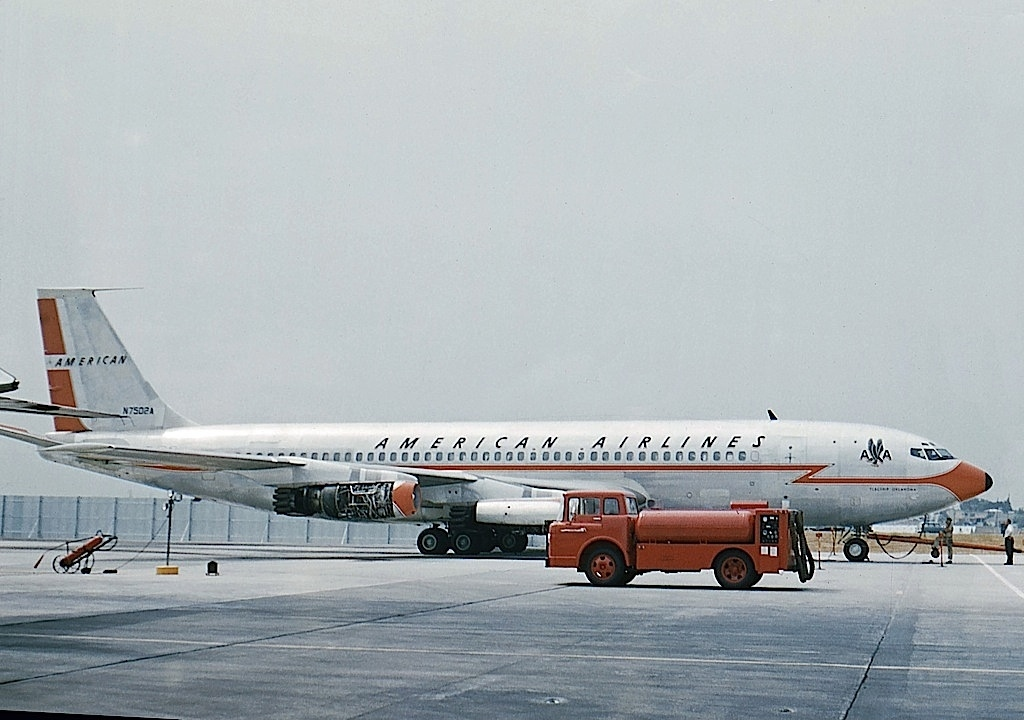
Un Boeing 707-123 de American Airlines, similar al avión involucrado. Este avión también se estrelló operando el vuelo 1502 en 1961.

La aeronave era un Boeing 707-123 con matrícula N7514A, apodado Flagship Connecticut. El primer vuelo de la aeronave en cuestión tuvo lugar a principios de ese año, y cuando ocurrió el accidente, había acumulado un total de 736 horas de vuelo. Los 707 entraron en servicio con American el 25 de enero de 1959, con vuelos desde Nueva York a Los Ángeles.
El aeródromo de Calverton era utilizado con frecuencia por American Airlines con fines de entrenamiento para los miembros de la tripulación de los 707, y en ese entonces se conocía como el campo de la Corporación de Aeronaves Grumman.

## Tripulación
Había cinco personas a bordo de la aeronave. El capitán Harry Clinton Job actuaba como instructor del vuelo, con los capitanes Fred W. Jeberjahn y William T. Swain a bordo como capitanes en entrenamiento, y el ingeniero de vuelo Arthur Anderson actuaba como instructor para el aprendiz de ingeniero de vuelo Allen Freeman. Cuando el 707 partió de Idlewild, Jeberjahn estaba en el asiento del capitán, Job ocupaba el asiento del primer oficial, Swain estaba en el asiento del segundo oficial, Freeman ocupaba el asiento del ingeniero y Anderson ocupaba el asiento auxiliar.

## Accidente

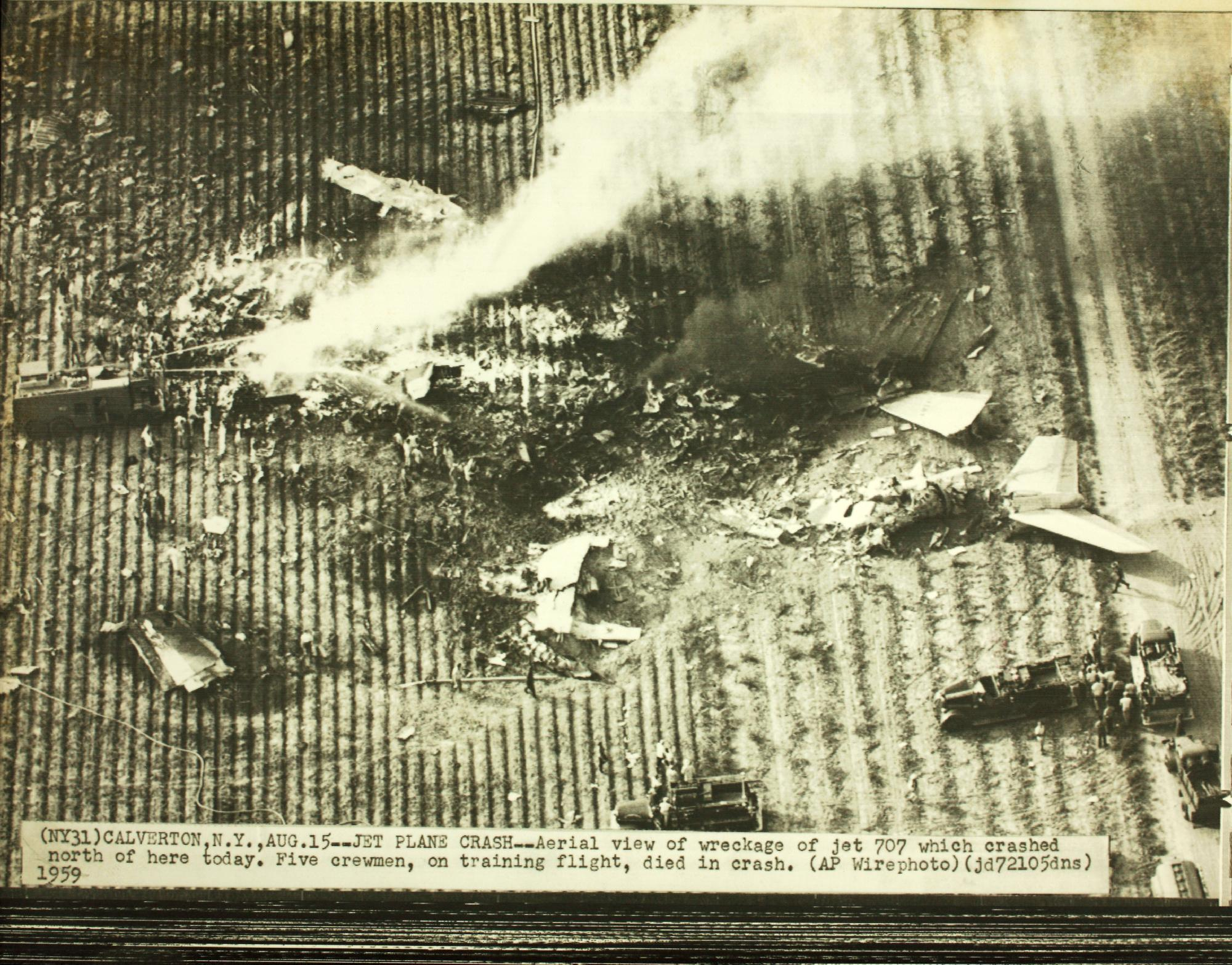
Los restos aún humeantes del vuelo 514.

El 707 partió de Idlewild a la 1:40 p. m., realizó maniobras a gran altitud después del despegue para permitir suficiente consumo de combustible y así poder llevar a cabo entrenamiento de transición de aeropuerto que estaba planeado en Calverton, y llegó allí alrededor de las 3:11 p. m.
El vuelo 514 realizó varias maniobras, incluyendo aterrizajes de parada completa, aterrizajes y despegues con viento cruzado, un enfoque de alto desplazamiento, aterrizajes simulados con motor apagado y un enfoque abortado sin flaps para aterrizaje.
La aeronave no replegó su tren de aterrizaje después del último enfoque abortado para aterrizar en la pista 23, sino que continuó en el patrón de tráfico a una altitud estimada entre 1000 y 1100 pies (300 y 340 m). La tripulación informó en la pierna de base izquierda para la pista 23, recibió autorización para aterrizar y se les informó que el viento provenía de 230 grados a 10 a 15 nudos (19 a 28 km/h). Al acercarse a la línea central extendida de la pista, alrededor de las 4:42 p. m., realizó un giro a la izquierda que alcanzó aproximadamente 45 grados.
Luego se observó que la aeronave se recuperó inmediatamente a un vuelo nivelado y comenzó un giro hacia la derecha que se volvió progresivamente más pronunciado. El giro hacia la derecha continuó hasta que la aeronave quedó invertida, momento en el cual la nariz descendió y se observó un cabeceo hacia la izquierda. El 707 luego continuó rodando hacia la derecha en una configuración de nariz abajo. Poco antes del impacto, las alas se nivelaron una última vez.
La investigación reveló que la aeronave golpeó el suelo en una actitud nivelada de alas, en una condición casi en pérdida, girada hacia la izquierda aproximadamente 12 grados, con una potencia considerable y casi simétrica. El avión se estrelló en un campo de patatas, se produjo un incendio en el impacto y los cinco ocupantes a bordo murieron. El accidente ocurrió a solo unas millas de los Laboratorios Nacionales de Brookhaven, un lugar de trabajo nuclear secreto clave.
El incendio continuó ardiendo durante más de una hora después del accidente, obstaculizando los esfuerzos de los equipos de emergencia para retirar los cuerpos de la tripulación. La Fuerza Aérea envió varios equipos de extinción de incendios al lugar del accidente.
Eventualmente, una gran multitud se congregó en el lugar del accidente a medida que la noticia se difundía a través de transmisiones de radio y televisión, y la gente conducía desde centros turísticos y ciudades de la zona para ver los restos del avión.
El accidente siguió a una serie de emergencias con aviones Boeing 707, ninguna de las cuales resultó en fatalidades, en semanas recientes que involucraron vuelos de pasajeros. La primera ocurrió el 3 de febrero de 1959, cuando un 707 de Pan Am descendió bruscamente sobre el Atlántico y aterrizó de manera segura en Gander, el mismo día en que otro vuelo de American Airlines se estrelló en la ciudad de Nueva York. El incidente con el vuelo de Pan Am fue seguido por cuatro fallos en el tren de aterrizaje en aviones a reacción operados por Pan Am y American Airlines.

## Causa
La causa probable sugerida fue que «la tripulación no logró reconocer y corregir el desarrollo de un guiñada excesiva que causó una maniobra de inclinación no intencionada a una altitud demasiado baja para permitir una recuperación completa».
Después del accidente, la Administración Federal de Aviación (FAA) suspendió el requisito de que las aeronaves Boeing 707 realizaran aterrizajes reales con una falla simulada del 50 por ciento de las unidades de potencia concentradas en un lado de la aeronave durante vuelos de entrenamiento, calificaciones de tipo y controles de competencia. Estas maniobras ahora pueden simularse a una altitud apropiadamente más alta.
El 5 de febrero de 1960, Boeing emitió un boletín de servicio para una modificación mejorada del timón que agrega potencia de refuerzo a los rangos más amplios de movimiento direccional y proporciona una mayor capacidad de control a bajas velocidades y peso bruto mínimo. Esta modificación también reemplaza el timón original con una versión mejorada.

## Secuelas
El accidente del vuelo 514 fue reconsiderado cuando, en enero de 1961, otro Boeing 707 de American Airlines en un vuelo de entrenamiento se estrelló cerca de Montauk Point en Nueva York. Se tuvo en cuenta el hecho de que en el momento de ambos accidentes, las tripulaciones estaban practicando procedimientos con motor apagado. Como resultado de esta especulación, la FAA eliminó el requisito de que todas las tripulaciones de vuelo de los 707 practicaran aterrizajes con dos motores fallando en la misma ala.